# Barst
Barst é uma comuna francesa na região administrativa de Grande Leste, no departamento de Mosela. Estende-se por uma área de 5,79 km². Em 2010 a comuna tinha 584 habitantes (densidade: 100,9 hab./km²).